# FK VEF Rīga
El FK VEF Riga fou un club de futbol de la ciutat de Riga. Representava la factoria VEF de la ciutat de Riga.
Va ser fundat el 1937 com a VEF (Valsts Elektrotehniskā Fabrika) Riga'. Fou un dels clubs més destacats durant l'època soviètica, guanyant diversos títols regionals. El 1992 esdevingué VEF-Zenta Rīga, i el 1994 FK DAG Rīga, desapareixent el 1995, en fusionar-se amb FK Liepaja per formar FK DAG Liepaja.

## Palmarès
- Lliga letona de futbol:[3]
  - 1970, 1971, 1973, 1994, 1975, 1983
- Copa letona de futbol:[4]
  - 1956, 1971, 1987